# Demarcaciones territoriales de la Ciudad de México
Las demarcaciones territoriales son la unidad básica de la división territorial y organización administrativa de la capital de México, la Ciudad de México. Junto con los municipios de los estados libres y soberanos, constituyen los dos tipos de organización de segundo nivel en México.
Sustituyeron las antiguas delegaciones desde la aprobación de la Constitución Política de la Ciudad de México en 2016. Están compuestas por el territorio designado por el marco legal, sus habitantes y autoridades.
La Ciudad de México se subdivide en dieciséis demarcaciones territoriales, cuyo gobierno recae en los órganos denominados Alcaldías, conformados por un alcalde o alcaldesa y un consejo.

## Historia
El Distrito Federal se creó en 1824 con el territorio correspondiente a un círculo cuyo centro era el Zócalo y tenía un radio de 8.38 kilómetros. 
En la Constitución Federal de 1857 con ese mismo territorio se le identificó como sinónimo de la Ciudad de México, y entre 1853 y 1898 se fijaron nuevos límites, los cuales no fueron plenamente oficializados sino hasta 1898, durante el gobierno de Porfirio Díaz.
El 1 de diciembre de 1930 se eliminó el carácter de municipio a las unidades territoriales del Distrito Federal y pasaron a denominarse delegación cada una de ellas por excepción del Departamento Central, conformado por tres demarcaciones territoriales ubicadas en el centro-norte de la entidad.
Entre 1940 y 1970 se realizaron, entre los estados vecinos y el Distrito Federal, tratados de límites, sobre todo en lo que fue el lecho del lago de Texcoco y la zona sudoriental, por los cuales poblaciones limítrofes pasaron a pertenecer a la entidad federativa vecina.
Hasta 1970 se produjeron diversos cambios legales. Ese año se eliminó el departamento central (que había sido el Municipio de México), mismo que ese año fue desmembrado para crear las delegaciones Miguel Hidalgo, Cuauhtémoc y Venustiano Carranza, obteniendo la división territorial que actualmente tiene.
En 2016 debido a una reforma política se transformaron las delegaciones en demarcaciones territoriales.

## Alcaldías
El gobierno dentro de las demarcaciones territoriales se llama alcaldía. A diferencia de los municipios del resto de las entidades federativas de México, donde existe presidente municipal, (conocidos coloquial pero no oficialmente como alcaldes o alcaldesas), una alcaldía es dirigida por un alcalde o alcaldesa (antes del 2016, cuando eran delegaciones, era llamado jefe delegacional), que es la máxima autoridad dentro de los órganos político-administrativos en los que se divide la Ciudad de México.
Cada tres años, en el primer domingo de junio, los habitantes de la Ciudad de México salen a depositar su voto libre y directo a un candidato a Alcalde o Alcaldesa que cubrirá el mismo período. Cada seis años, la elección para este cargo coincidirá con la de Jefe de Gobierno de Ciudad de México.

### Antecedentes
Los alcaldes se eligen por sufragio universal a partir del año 2000. Anteriormente eran designados por el Jefe del Departamento del Distrito Federal, nombrados delegados, figuras que fueron sustituidas en 1997 por el jefe del gobierno del Distrito Federal, denominados en ese momento jefes delegacionales. [cita requerida]

### Requisitos para ser alcalde
Para aspirar a ser electo como alcalde o Alcaldesa, el candidato requiere ser propuesto por un partido político, legalmente instituido con presencia nacional, aunque existen partidos u organizaciones políticas locales. Además, debe ser ciudadano(a) mexicano(a) por nacimiento y no tener otra nacionalidad, en pleno goce de sus derechos; tener por lo menos veinticinco años cumplidos el día de la elección; ser originario(a) de Ciudad de México con dos años de residencia efectiva inmediatamente anteriores al día de la elección, o vecino(a) de él con residencia efectiva no menor de tres años inmediatamente anteriores al día de la elección, no haber desempeñado el cargo de Jefe de Gobierno de Ciudad de México con cualquier denominación, y no ser ministro de ningún culto religioso, a no ser que hubiere dejado de serlo con la anticipación y en la forma que establezca la ley. Su encargo durará tres años iniciando el primero de octubre del año de la elección, por medio de toma de protesta ante ese congreso.

### Conformación
Para la determinación de las demarcaciones territoriales, el Congreso de la Ciudad de México deberá formular los estudios para establecer, modificar o reordenar la división territorial de Ciudad de México; para esto, constituirá un comité de trabajo integrado por servidores públicos de la administración pública de la Ciudad de México y por una comisión de diputados al Congreso de la Ciudad de México, electos por su pleno, en el número que determine la ley. Este comité deberá realizar los trabajos necesarios, con los apoyos técnicos que requiera, con cargo a la administración pública de la Ciudad de México.
Para esto, deberá tomar como base:
- la población;
- la configuración geográfica;
- la infraestructura y el equipamiento urbano;
- el número y extensión de colonias, barrios, pueblos o unidades habitacionales de las alcaldías;
- las directrices de conformación o reclasificación de asentamientos humanos con categoría de colonias;
- la previsión de los redimensionamientos estructurales y funcionales de las alcaldías;
- el presupuesto de egresos y previsiones de ingresos de la entidad.

Las alcaldías no poseen cabildos, a diferencia de otras entidades federativas. En su lugar, existen Concejos de 10 integrantes, elegidos por circunscripciones, el partido ganador de la elección obtiene 6 concejales y por representación proporcional los partidos que no ganan obtienen hasta 4 concejales.

## Demarcaciones territoriales
| Demarcaciones territoriales de la Ciudad de México |                  |                  |                              |               |
|                                                    |                  |                  |                              |               |
| Alcaldía                                           | Población (2020) | Superficie (km²) | Densidad de habitantes (km²) | Código postal |
| Álvaro Obregón                                     | 759 137          | 96.17            | 7 894                        | 01000 - 01999 |
| Azcapotzalco                                       | 432 205          | 33.66            | 12 840                       | 02000 - 02999 |
| Benito Juárez                                      | 434 153          | 26.63            | 16 303                       | 03000 - 03999 |
| Coyoacán                                           | 614 447          | 54.4             | 11 295                       | 04000 - 04999 |
| Cuajimalpa de Morelos                              | 217 686          | 80.95            | 2 689                        | 05000 - 05999 |
| Cuauhtémoc                                         | 545 884          | 32.4             | 16 848                       | 06000 - 06999 |
| Gustavo A. Madero                                  | 1 173 351        | 94.07            | 12 473                       | 07000 - 07999 |
| Iztacalco                                          | 404 695          | 23.3             | 17 369                       | 08000 - 08999 |
| Iztapalapa                                         | 1 835 486        | 117              | 15 687                       | 09000 - 09999 |
| Magdalena Contreras                                | 247 622          | 74.58            | 3 320                        | 10000 - 10999 |
| Miguel Hidalgo                                     | 414 470          | 46.99            | 8 820                        | 11000 - 11999 |
| Milpa Alta                                         | 152 685          | 228.41           | 668                          | 12000 - 12999 |
| Tláhuac                                            | 392 313          | 85.34            | 4 597                        | 13000 - 13999 |
| Tlalpan                                            | 699 928          | 312              | 2 243                        | 14000 - 14999 |
| Venustiano Carranza                                | 443 704          | 33.4             | 13 284                       | 15000 - 15999 |
| Xochimilco                                         | 442 178          | 122              | 3 624                        | 16000 - 16999 |